# Sumpört
Sumpört (Limnanthes douglasii) är en sumpörtsväxtart som beskrevs av Robert Brown. Enligt Catalogue of Life och Dyntaxa ingår Sumpört i släktet sumpörter och familjen sumpörtsväxter. Arten förekommer tillfälligt i Sverige, men reproducerar sig inte.

## Underarter
Arten delas in i följande underarter:
- L. d. douglasii
- L. d. nivea
- L. d. rosea
- L. d. striata
- L. d. sulphurea

## Bildgalleri

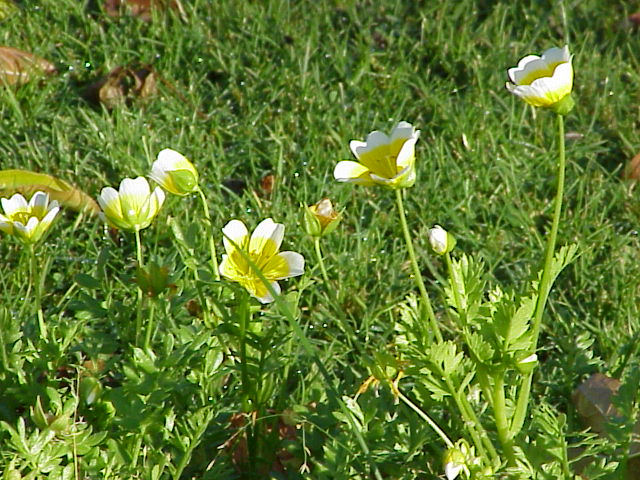
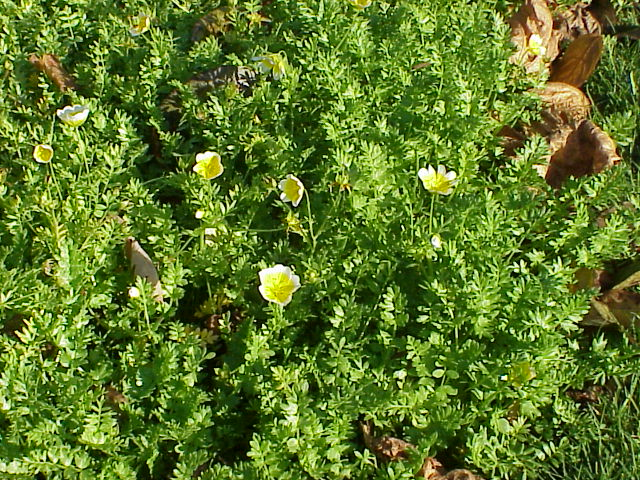
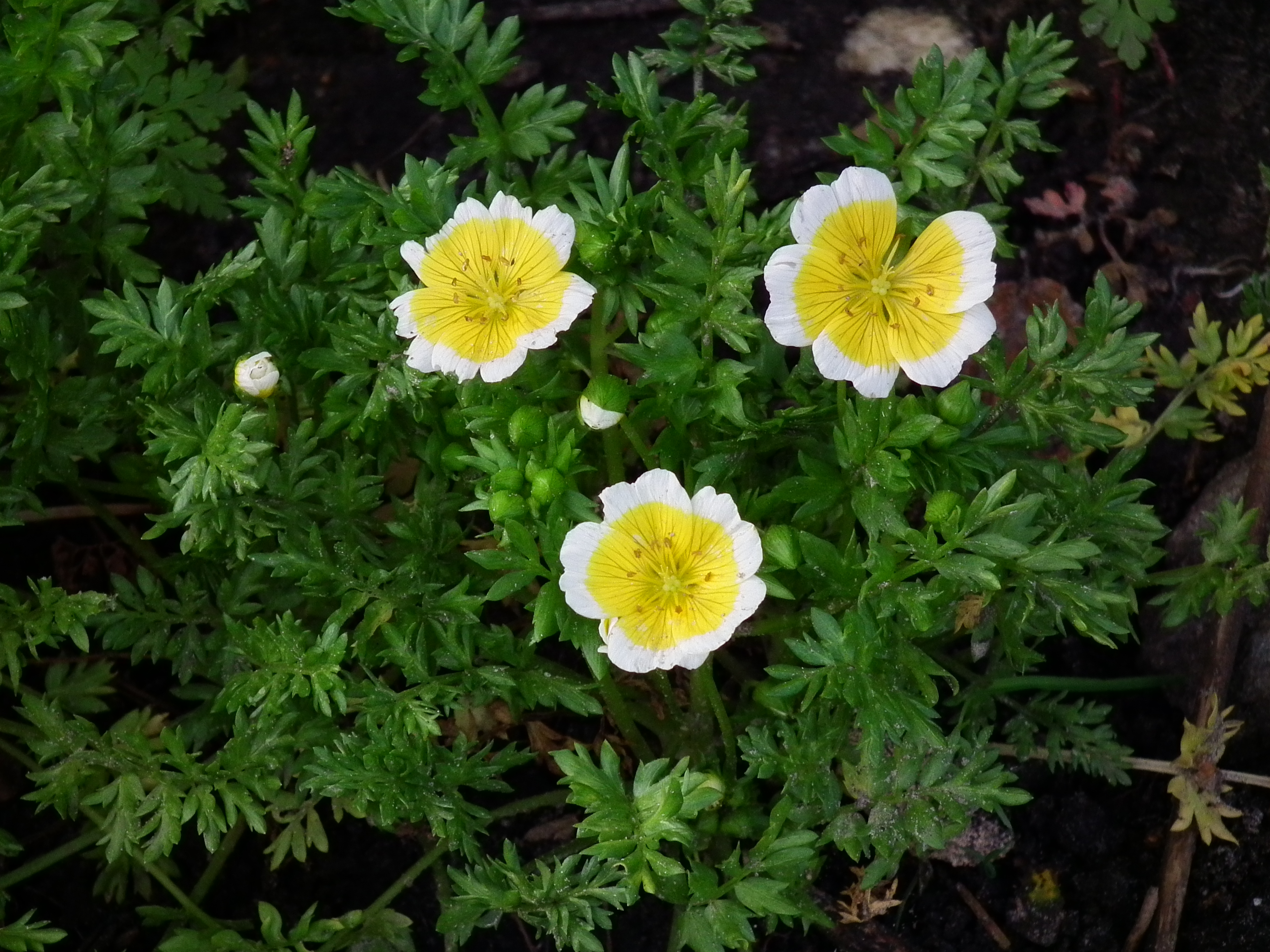
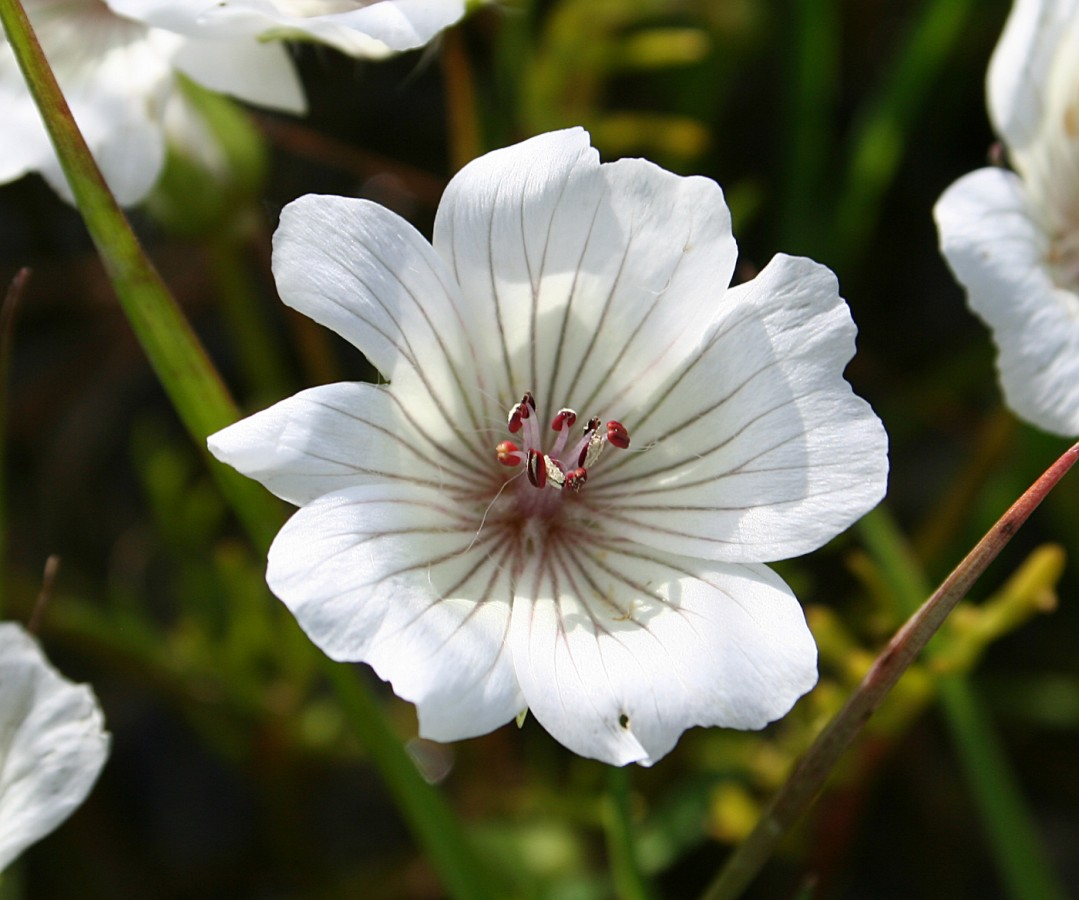